# Alberto Vassallo di Torregrossa
Alberto Vassallo di Torregrossa (ur. 28 grudnia 1865 w San Cataldo, zm. 7 września 1959) – włoski duchowny rzymskokatolicki, arcybiskup tytularny, dyplomata papieski.

## Biografia
22 września 1888 otrzymał święcenia prezbiteriatu i został kapłanem diecezji Caltanissetta.
25 listopada 1913 papież Pius X mianował go delegatem apostolskim w Kolumbii oraz 3 grudnia 1913 arcybiskupem tytularnym hemesyjskim. 18 stycznia 1914 przyjął sakrę biskupią z rąk sekretarza stanu kard. Rafaela Merry del Vala. Współkonsekratorami byli emerytowany biskup Belém do Pará arcybiskup ad personam Francisco do Rêgo Maia oraz biskup Caltanissetty Antonio Augusto Intreccialagli OCD.
Misję w Kolumbii zakończył 29 sierpnia 1915. 2 maja 1916 decyzją papieża Benedykta XV otrzymał nominację na urząd internuncjusza apostolskiego w Argentynie. 5 lipca 1916, w związku podniesieniem rangi przedstawicielstwa, został nuncjuszem apostolskim w Argentynie. 5 stycznia 1920 dodatkowo został internuncjuszem apostolskim w Paragwaju (od 6 sierpnia 1920 nuncjuszem apostolskim). Misje w obu tych państwach zakończył 14 lipca 1922.
8 czerwca 1925 papież Pius XI mianował go nuncjuszem apostolskim w Bawarii, po przeprowadźcie nuncjusza apostolskiego w Niemczech abpa Eugenio Pacelliego z Monachium do Berlina. 31 maja 1934 w związku z likwidacją osobnej nuncjatury w Monachium abp Vassallo di Torregrossa zakończył urzędowanie. Był ostatnią osobą na stanowisku nuncjusza apostolskiego w Bawarii.